# Majid Khadduri
Majid Khadduri (in arabo مجيد خدوري‎?, Magīd Khaddūrī; Mosul, 27 settembre 1909 – Potomac, 25 gennaio 2007) è stato un giurista e politologo iracheno naturalizzato statunitense.

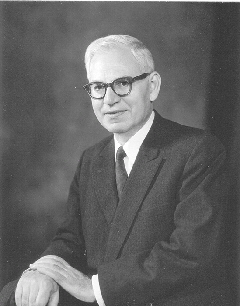

Fece parte degli Paul H. Nitze School of Advanced International Studies e del programma Middle East Studies. Riconosciuto a livello internazionale come uno studioso di punta dell'Iraq contemporaneo, Khadduri fu autore di oltre 35 libri in lingua inglese e araba e di centinaia di articoli scientifici.

## Biografia
Khadduri rimase nel suo Paese natale fino al 1928, quando si diplomò in una scuola superiore. In seguitò si spostò in Libano e nell'Università Americana di Beirut, dove si laureò nel 1932. Studiò poi per un PhD in Diritto internazionale e Scienze politiche nel 1938. Dal 1939 al 1947 lavorò per il Ministero dell'Istruzione iracheno e come docente dell'Higher Teachers College. Nel 1946 divenne membro della prima delegazione irachena alle Nazioni Unite e collaborò a stilare la bozza della Carta di quell'organismo internazionale.
Ebbe due fratelli, Khalid e Dulel, e due sorelle Mathela e Khayriyya. Sposò Madjia Dawaff, che morì nel 1972, da cui ebbe due figli: Farid e Shirin, che a loro volta misero al mondo tre nipoti di Majid Khadduri. Morì in una casa di cura, all'età di 98 anni, a Potomac (Maryland).

## Vita accademica
Dopo le sue esperienze all'ONU, Khadduri tornò negli Stati Uniti, dove divenne professore nella Indiana University e nella sua alma mater, l'Università di Chicago, prima di trasferirsi nella Johns Hopkins University, dove dette vita al programma SAIS Middle Eastern Studies, lavorandovi fino al 1970. Dal 1960 al 1980 servì come direttore del Center for Middle East Studies. Fu qui che egli tenne alcuni corsi d'insegnamento di Diritto islamico. Tra i suoi laureati si ricordano:
- Elie Salem, antico ministro degli Esteri del Libano
- Soliman Solaim, antico ministro del Commercio saudita
- Samuel W. Lewis, ambasciatore degli Stati Uniti in Egitto
- Hermann Eilts, ambasciatore degli Stati Uniti in Israele
- Malcolm H. Kerr, presidente dell'Università Americana di Beirut, morto assassinato

Fu visiting professor nella Columbia University, nella Harvard University, nell'University of Virginia e nella Georgetown University. Fondò anche la Shaybani Society of International Law, la International Association of Middle East Studies e fondò l'Università della Libia, di cui fu Rettore nel 1957.

## Opere scelte
- Modern Libya: A Study in Political Development (June 1963)
- Political Trends in the Arab World: The Role of Ideas and Ideals in Politics (January 1970)
- Arab Contemporaries: The Role of Personalities in Politics (June 1973)
- War and Peace in the Law of Islam (June 1977)
- Socialist Iraq: A Study in Iraqi Politics since 1968 (January 1978)
- Independent Iraq, Nineteen Thirty-Two to Nineteen Fifty-Eight: A Study in Iraqi Politics (June 1980)
- Arab Personalities in Politics (April 1981)
- Law in the Middle East: Origin and Development of Islamic Law (editor Herbert J. Liebesny) (October 1982)
- Political Trends in the Arab World: The Role of Ideas and Ideals (June 1983)
- The Arab Gulf States: Steps Toward Political Participation (con John Peterson) (February 1988)
- The Gulf War: The Origins and Implications of the Iraq-Iran Conflict (May 1988)
- War in the Gulf, 1990-91: The Iraq-Kuwait Conflict and Its Implications (con Edmund Ghareeb) (August 2001)
- The Islamic Conception of Justice (February 2002)[5]

### Lavori in veste di Curatore
- The Islamic Law of Nations: Shaybani's Siyar (February 2002)[5]
- Risala di al-Shafi'i: Trattato sulle basi della giurisprudenza islamica